# Sophus Aars
Sophus Christian Munk Aars, född 1 oktober 1841 i Sylling, död 11 april 1931, var en norsk naturskildrare. Han var kusin till Jakob Jonatan Aars.
Han blev 1868 juris kandidat och 1879 fullmäktig i norska inrikesdepartementet. I halvt skönlitterära, halvt jakttekniska arbeten skildrade Aars sina erfarenheter som jägare och idrottsman, och hans skrifter karaktäriseras av skarp iakttagelse och god förmåga att återge naturstämningar. Nämnas kan: I skoven (1886, andra upplagan 1902), Skovinteriörer (1890), Her og der (1894) och "Onkel Jakob" og andre dyr (1899, andra upplagan samma år).